# Катастрофа Ан-140 поблизу Ердестана
Катастрофа Ан-140 під Ердестаном — авіаційна катастрофа, що сталася 23 грудня 2002 року о 19:29 за місцевим часом (17:59 за київським часом). Пасажирський авіалайнер Ан-140 української вже неіснуючої авіакомпанії «Аероміст-Харків» (Aeromist Kharkiv) виконував чартерний рейс HT2137 за маршрутом Харків — Ісфаган із неплановою зупинкою для дозаправки в Трабзоні, але під час заходу на посадку в Ісфаханському міжнародному аеропорті імені Шахіта Бехешді літак врізався в гору за 80 км на північний схід від Ісфагана. Загинули всі 44 особи (38 пасажирів і 6 членів екіпажу), що перебували на борту.
Пасажирами були російські та українські фахівці в галузі авіабудування, зокрема, провідні інженери та керівництво ХАЗу, та офіційні особи, які направлялися до Ірану, щоб брати участь в урочистостях з нагоди здачі в експлуатацію літака IrAn-140 — ліцензійного варіанта українського Ан-140 — другий випущений в Ірані в рамках довготривалого міжнародного авіаційного контракту Україна — Росія — Іран. Усі загиблі були безпосередньо пов'язані з організацією виробництва Ан-140 в Україні, Ірані та Росії. Іранські офіційні особи спочатку заявили, що, на їхню думку, причиною катастрофи була помилка пілота, але пізніше заявили, що ще зарано визначати причину катастрофи.